# Henry McMahon
Pour les articles homonymes, voir MacMahon.
Arthur Henry MacMahon (28 novembre 1862 - 29 décembre 1949) est un homme politique britannique. 

## Biographie
Sa famille vient de Londonderry en Irlande du Nord. Il est le fils du général Charles Alexander McMahon. Il est né en Inde, dans le Pendjab, où travaille son père.  
Il préside la commission qui délimita la frontière entre l'Inde britannique et le Tibet en 1914, dite ligne McMahon. 
Nommé Haut commissaire du protectorat sur l'Égypte au début de la Première Guerre mondiale, le chérif Hussein des hachémites ouvre une négociation avec lui, proposant l'appui des arabes contre l'Empire ottoman en échange de territoires au Levant : la "grande Syrie" tant désirée par les meneurs du panarabisme. McMahon s'appuie notamment sur un mémorandum composé par l'officier de renseignement T.E.Lawrence. 